# 尼什條約 (1914年)
塞爾維亞 - 阿爾巴尼亞聯盟條約又稱尼什條約是埃薩德·帕夏·托普塔尼與塞爾維亞王國首相尼古拉·帕希奇在尼什簽訂的密約。內容與阿爾巴尼亞穆斯林農民起義有關。